# Vadim Virjassov
Vadim Virjassov (russisch Вадим Николаевич Вирясов Wadim Nikolajewitsch Wirjassow; * 26. November 1986 in Kohtla-Järve, Estnische SSR) ist ein estnischer Eishockeyspieler mit australischer Staatsbürgerschaft, der seit 2022 erneut beim Mustangs IHC in der Australian Ice Hockey League unter Vertrag steht.

## Karriere
Virjassov war im Jugendalter für den HC Česká Lípa aktiv, für den er in der zweithöchsten U-18-Liga Tschechiens auf dem Eis stand. 2002 kehrte er in das Baltikum zurück und spielte beim HK Prizma Riga in der lettischen Eishockeyliga. 2004 wechselte er zum Lokalrivalen HK Riga 2000, mit dem er 2005 lettischer Landesmeister wurde. Trotz dieses Erfolges verließ er die lettische Hauptstadt und wechselte zum HC Panter in die II-divisioona, die vierthöchste finnische Spielklasse. Nach nur einem halben Jahr dort zog es ihn nach Lettland zurück, wo er 2006 mit dem HK Liepājas Metalurgs den Vizemeistertitel errang, aber vor allem auch in der belarussischen Extraliga aktiv war. Anschließend wechselte er nach Russland in die dortige dritte Spielklasse, wo er für Gasowik-Uniwer, Metallurg Serow, den HK Rjasan und Progress Glasow stürmte. 2008/09 war Virjassov dann erneut in der II-divisioona aktiv, wo er für ValKi in 20 Spielen 24 Scorerpunkte erzielen konnte. Im Folgejahr versuchte er sich eine Klasse höher in der Suomi-sarja, wo er aber für den HC Kuusankoski und Kotkan Titaanit nicht über vereinzelte Einsätze hinauskam. So wechselte er zur Sommersaison 2010 auf die südliche Erdhalbkugel zu den Canberra Knights in die Australian Ice Hockey League. 2012 und 2013 spielte er für den Mustangs IHC aus Melbourne in derselben Spielklasse. Anschließend kehrte er in sein Heimatland zurück und spielte für Tallinn Viiking Sport in der Meistriliiga, die er mit dem Klub 2014 gewinnen konnte. Seit 2015 steht er wieder down under für die Mustangs auf dem Eis. 2018 und 2019 wurde er für das AIHL All-Star-Game nominiert. Anschließend unterbrach er seine Karriere wegen der COVID-19-Pandemie. Seit der Wiederaufnahme des Spielbetriebs 2022 spielt er erneut bei den Mustangs.

### International
Für Estland nahm Virjassov im Juniorenbereich 2006 an der U20-Weltmeisterschaft in der Division II teil und stieg mit seiner Mannschaft durch den Turniersieg in Belgrad in die Division I auf.
Im Seniorenbereich stand Virjassov bei der Weltmeisterschaft 2013 in der Division I auf dem Eis und musste mit seiner Mannschaft nach fünf Niederlagen in fünf Spielen den Abstieg in die Division II hinnehmen. Er selbst hatte dabei im Auftaktspiel für Hoffnung auf den Klassenerhalt bei den Balten gesorgt, als er das Tor zum zwischenzeitlichen 4:4-Ausgleich gegen die Niederlande (Endstand: 4:5) erzielte. Bei der Weltmeisterschaft 2014 gelang ihm mit seiner Mannschaft der sofortige Wiederaufstieg in die Division I.
Bei der Weltmeisterschaft 2019 debütierte er für die australische Nationalmannschaft in der Division II, in der er auch 2023 und 2024 spielte.

## Erfolge und Auszeichnungen
- 2005 Lettischer Meister mit dem HK Riga 2000
- 2006 Aufstieg in die Division I bei der U20-Weltmeisterschaft, Division II, Gruppe B
- 2014 Estnischer Meister mit Tallinn Viiking Sports
- 2014 Aufstieg in die Division I, Gruppe B, bei der Weltmeisterschaft der Division II, Gruppe A
- 2018 AIHL All-Star-Game
- 2019 AIHL All-Star-Game